# Trommelsucht

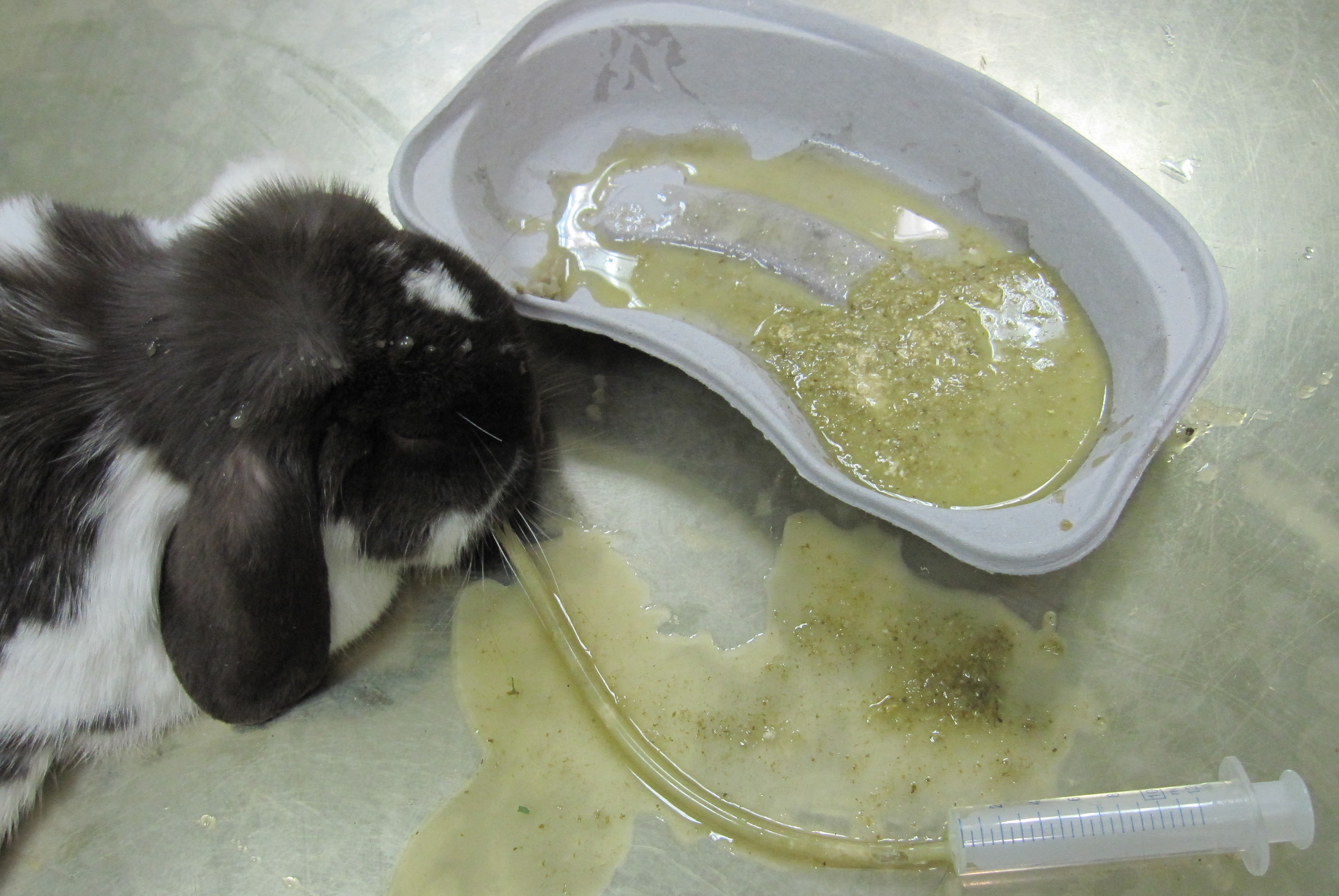
Magenabsaugung bei einem Kaninchen mit Magenüberladung

Trommelsucht ist die volkstümliche Bezeichnung für eine Magenblähung (Magentympanie) bei Hauskaninchen. Gelegentlich wird der Ausdruck auch für Darmtympanien verwendet. Ursachen sind zumeist Fütterungsfehler oder Zahnerkrankungen. Die Magenblähung äußert sich in einer Auftreibung des vorderen Bauchbereichs („Trommelbauch“). Im weiteren Verlauf treten bald starke Schmerzen und Schocksymptome auf, die unbehandelt schnell zum Tod des Tieres führen. Die Behandlung richtet sich nach dem Ausmaß der Erkrankung und zielt auf die Beseitigung der Gasansammlung im Magen ab.
Auch Fische, die zu rasch aus größeren Tiefen heraufgeholt werden und somit kein Gas aus deren Schwimmblase ablassen konnten, können „trommelsüchtig“ sein, indem  die Schwimmblase so stark ausgedehnt ist, dass sie platzt oder die Eingeweide des Tieres herauspresst.

## Namensherkunft
Für die Herkunft der Bezeichnung dieser Krankheit gibt es zwei Theorien:
1. Beim Abklopfen des stark aufgeblähten Bauchs entsteht ein lauter Klopfschall.
2. Das Kaninchen trommelt wegen des schmerzhaft aufgeblähten Bauches ständig mit den Hinterläufen auf den Boden.

## Ursachen
Die Krankheit entsteht vor allem durch falsches Futter wie beispielsweise stark blähendem Wiesen-Klee und Kohl, selbsterhitztes Grünfutter, zu kaltes oder verdorbenes Futter, Futter mit hohem Eiweißanteil (junges Gras), Rohfasermangel (zu wenig Heu), Überfressen mit quellfähigem Futter, plötzliche Futterumstellungen und unregelmäßige Fütterung beziehungsweise Nahrungskarenz.
Ein zweiter Ursachenkomplex sind Zahnerkrankungen, die die mechanische Zerkleinerung der Nahrung in der Maulhöhle beeinträchtigen und zu einer selektiven Aufnahme rohfaserarmen Futters führen.
Als dritte Möglichkeit kommen Verlegungen des Magenausgangs durch Haarballen (Bezoare) in Betracht. Schließlich können auch Magen-Darminfektionen mit Parasiten oder Bakterien eine Magentympanie verursachen.
Durch diese Auslöser kommt es zu einer Vergärung des Futterbreis im Magen mit ausgeprägter Gasbildung.

## Klinisches Bild
Die Trommelsucht äußert sich durch starke Aufgasung des Magens, die sich als Umfangsvermehrung im vorderen Bauchbereich und gespannte Bauchdecken zeigt. Bei stärkerer Aufgasung zeigen betroffene Kaninchen Zähneknirschen, Unruhe, das erwähnte „Trommeln“, Wegstrecken der Hinterläufe und starke Schmerzen. Dabei drückt der Magen bei hochgradiger Aufblähung auf das Zwerchfell, was zu Atemnot und Kreislaufschwäche mit Zyanose und Untertemperatur führt. Im schlimmsten Fall zerreißt die Magenwand.
Die Trommelsucht kann innerhalb kürzester Zeit zum Tode führen, deshalb sollte man bei den ersten schwachen Anzeichen so schnell wie möglich den Tierarzt aufsuchen.
Die Diagnose erfolgt durch Abtasten und Abhören des vorderen Bauchbereichs. Mit einer Röntgenaufnahme kann der aufgeblähte Magen sicher dargestellt werden. Abzuklären sind vor allem eine Magenüberladung, eine Darmtympanie und Verstopfungen (Obstipationen).

## Behandlung
Leichtere Formen der Magentympanie lassen sich mit die Magenentleerung fördernden Wirkstoffen wie Metoclopramid, schaumbrechenden Wirkstoffen wie Dimeticon und Probiotika behandeln. Mittels vorsichtiger Bauchmassage kann der Weitertransport des Futters unterstützt werden.
Bei schwereren Verläufen werden Schmerzmittel verabreicht. Bei hochgradigen Formen ist die Stabilisierung des Kreislaufs und eine Schockbehandlung mit Sauerstoffgabe, Prednisolon und Flüssigkeitsersatz angezeigt. Außerdem muss der Magen möglichst umgehend, aber langsam entgast werden, was mit einer Magensonde erfolgt. Eine Punktion des Magens durch die Bauchdecke führt häufig zu einem Platzen des Magens und wird daher nicht empfohlen.
Nach erfolgreicher Behandlung sind auf jeden Fall die auslösenden Ursachen abzustellen (Fütterungsfehler, Zahnerkrankungen).